# Route 212 (Québec)
Pour les articles homonymes, voir Route 212.
La route 212 (R-212) est une route régionale québécoise située sur la rive sud du fleuve Saint-Laurent. Elle dessert la région administrative de l'Estrie.

## Tracé
La route 212 débute à Cookshire-Eaton sur la route 108 alors que son extrémité est à Saint-Augustin-de-Woburn, sur la route 161, à proximité de la frontière américaine. Elle permet, entre autres, d'accéder au Parc national du Mont-Mégantic.

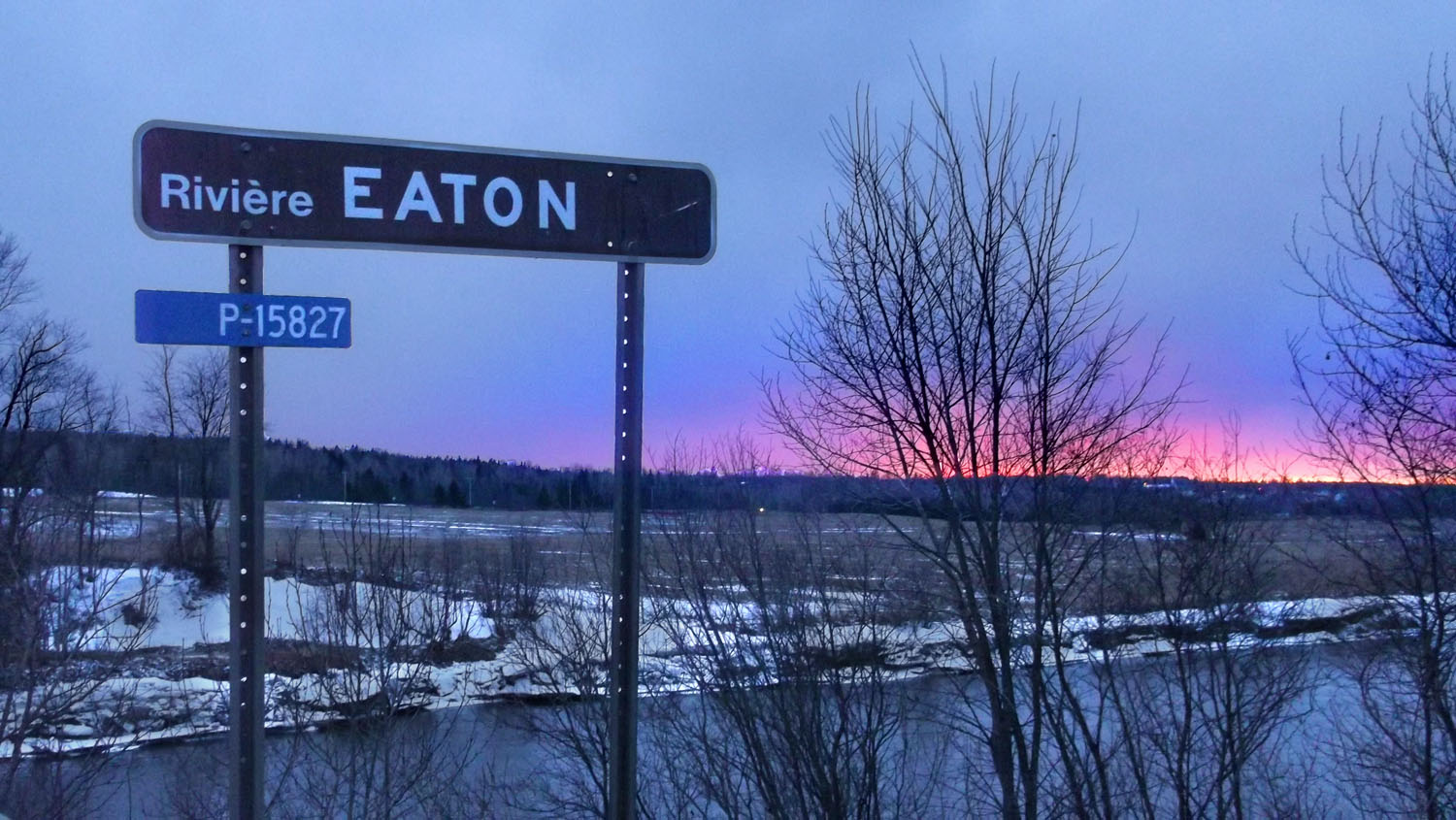
Pont sur la rivière Eaton à Cookshire-Eaton.
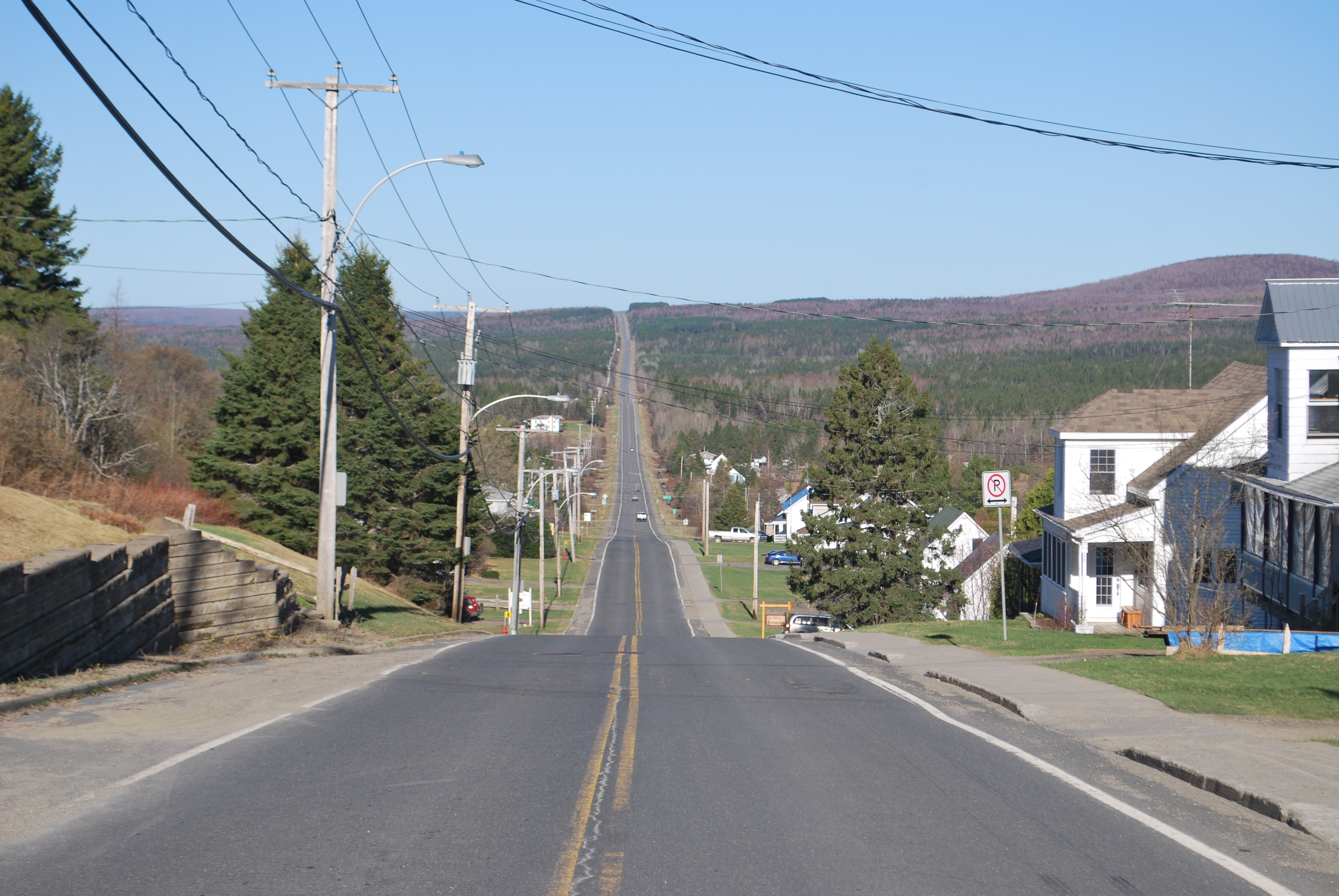
La route dans le village de Notre-Dame-des-Bois.
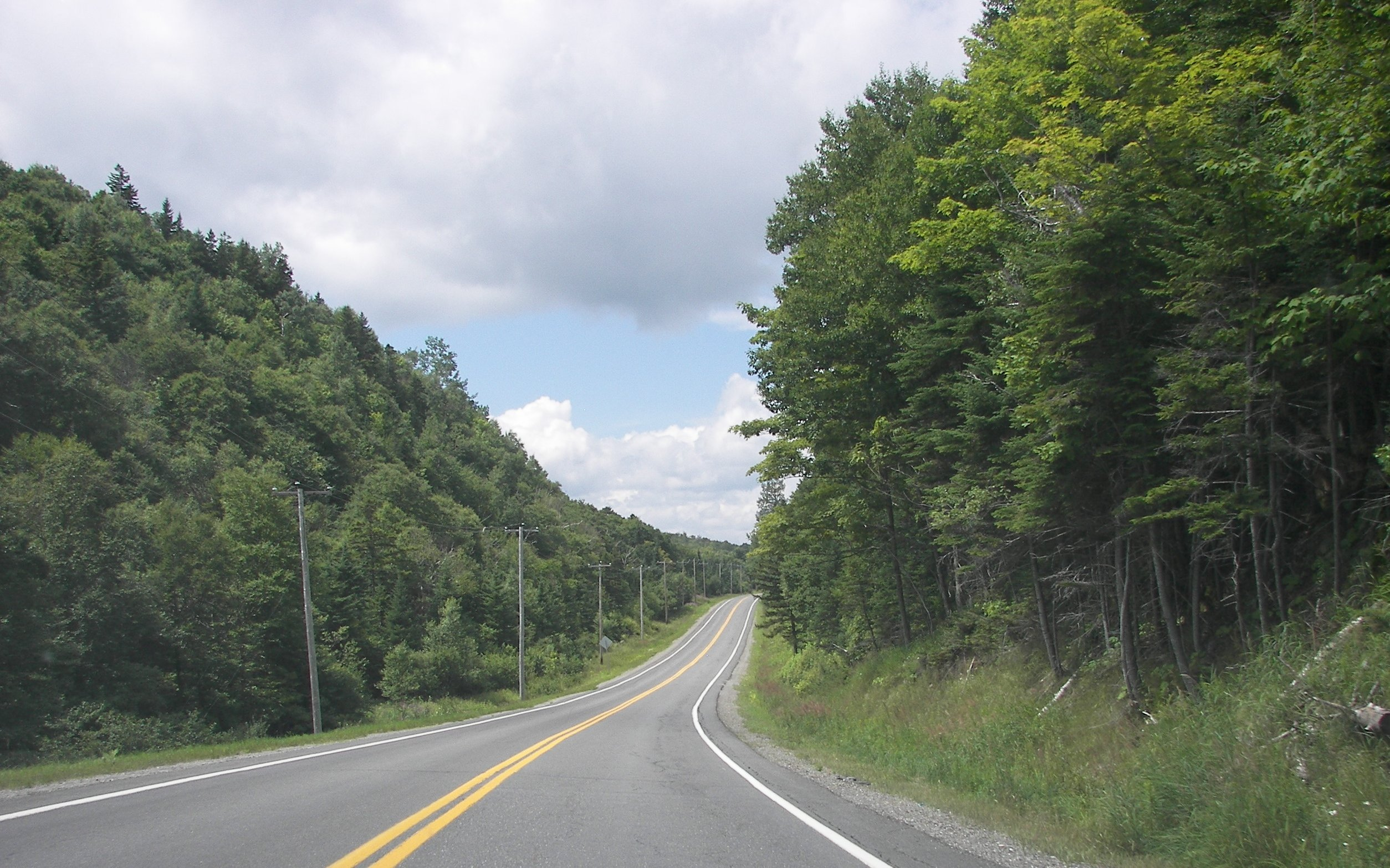
Route 212 entre Notre-Dame-des-Bois et Saint-Augustin-de-Woburn.
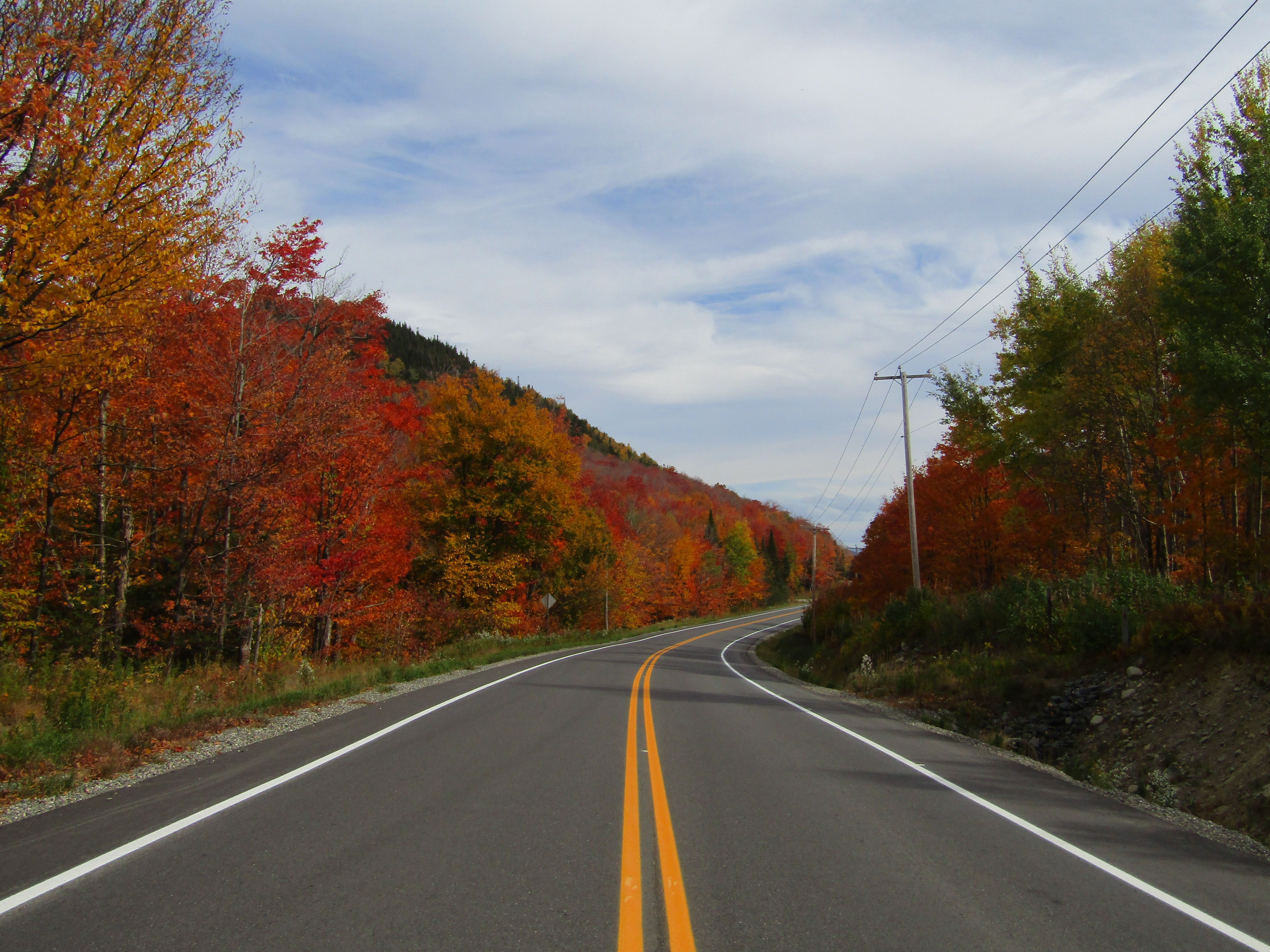
Route 212 près du mont Scotch vers Saint-Augustin-de-Woburn.
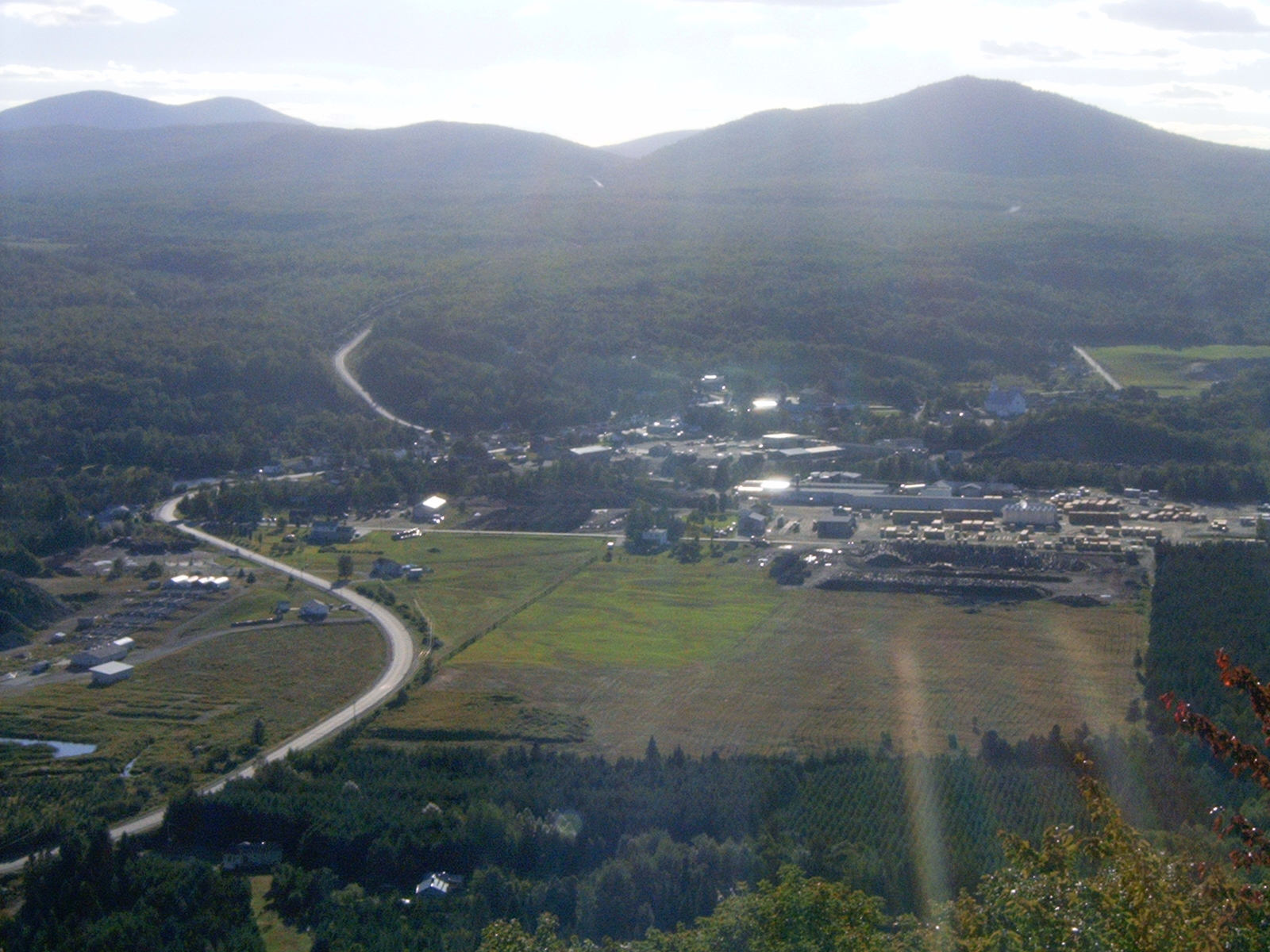
Les routes 161 et 212 sillonnent les montagnes environnant Saint-Augustin-de-Woburn.

## Localités traversées (de l'ouest vers l'est)
Liste des municipalités dont le territoire est traversé par la route 212, regroupées par municipalité régionale de comté.

### Estrie
Le Haut-Saint-François
- Cookshire-Eaton
- Newport
- La Patrie

Le Granit
- Notre-Dame-des-Bois
- Saint-Augustin-de-Woburn

## Intersections majeures
| MRC                    | Municipalité             | km    | Destinations                         | Notes |
| ---------------------- | ------------------------ | ----- | ------------------------------------ | ----- |
| Le Haut-Saint-François | Cookshire-Eaton          | 0,00  | R-108 – Sherbrooke, East Angus, Bury |       |
| Le Haut-Saint-François | La Patrie                | 31,00 | R-257 – Scotstown, Chartierville     |       |
| Le Granit              | Saint-Augustin-de-Woburn | 63,20 | R-161 – Lac-Mégantic, Maine          |       |
|                        |                          |       |                                      |       |